# Uroš I. Vukanović
Uroš I. Vukanovič (srbsko Урош I Вукановић) je bil od okoli 1112 to 1145 veliki knez (srbsko veliki župan) Velike kneževine Srbije, * 1084/1085, Raška, †  1144/1145, Raška.

## Ime
Ime  Uroš je najverjetneje izpeljano iz madžarske besede úr, ki pomeni "dominus" (gospod) ali "princeps" (princ, knez). Beseda je prevedena v slovansko ime "Prvoslav" ali "Primislav", kot je razvidno iz primera Uroša II. v slovanskih virih. Obstaja možnost, da je bil Marko poročen z Madžarko.

## Življenje
Uroš I. je bil sin Marka, sina Petrislava Vojislavljevića, in brat velikega kneza Vukana, ki je prisegel na zvestobo Konstantinu Bodinu, velikemu knezu Duklje, in postal njegov vazal. Marko, kot podrejeni vladar, je imel apanažo v deželah severno od Raške, ki so mejile na Ogrsko kraljestvo.

### Vojna z Bizancem
Leta 1092 je srbska vojska premagala bizantinsko vojsko pod vodstvom guvernerja Drača, ki jo je poslal Aleksej I. Komnen. Leta 1093 je Aleksej sam povedel veliko vojsko proti Raški. Ko je Vukan to izvedel, je cesarju ponudil mir, on pa ga je sprejel, ker so medtem Kumani v vzhodni Trakiji prodrli vse do Odrina. Po cesarjevem odhodu je Vukan takoj prelomil sporazum,  napadel Povardarje in osvojil Vranje, Skoplje in Tetovo. Leta 1094 ali 1095 je cesar ponovno napadel Srbe in zavzel Lipljan. Tokrat je moral Vukan ob sklenitvi miru dati cesarju okoli dvajset talcev, med njimi Uroša I. in Stefana Vukana.
Uroš je bil prvič omenjen v Aleksiadi sodobnice Ane Komnene, pisni pripovedi o vladavini njenega očeta, bizantinskega cesarja Alekseja I. Komnena.
Po Vukanovi smrti leta 1112 je Uroš I. nasledil položaj velikega kneza.

### Državljanska vojna v Duklji
Leta 1113 ali 1114 je bizantinska vojska iz Drača vdrla v Dukljo in zavzela glavno mesto Skadar.  V Duklji je takrat vladal dukljanski knez Đorđe (vladal 1118), sin Konstantina Bodina. Bizantinci so letu 1118 na njegovo mesto postavili Grubešo Branislavljevića, Đorđa pa pregnali v Raško. Đorđe je zahteval Uroševo zaščito in leta 1125 sta oba povedla vojsko proti Grubeši in se z njim spopadla v bitki pri Antivariju. Grubeša je bil v boju ubit, Đorđe pa je dobil svoje kraljestvo, čeprav ne vsega. Majhnim delom so vladali njegovi bratranci, med njimi trije Grubeševi bratje, ki so se kmalu sprli z Đorđem. Bizantinci so ponovno vdrli v Dukljo in oblast nominalno prepustili Gradinji, kar je povzročilo gverilsko vojno. Na drugi odpravi so Bizantinci Đorđa ujeli in odpeljali v  Carigrad, kjer je umrl. Gradinja je okrepil vezi s Srbijo.

## Diplomacija
Uroš I. je okoli leta 1130 poročil svojo hčer Jeleno z ogrskim kraljem Bélo II. Ker je bil Béla II. slep, se je popolnoma zanašal na Jeleno, ki je delovala kot sovladarica. Jelena naj bi ukazala pobiti 68 aristokratov na zboru v Aradu, ki so prepričali Kolomana, naj oslepi njenega moža.
Leta 1137 je Ladislav II., sin Béle II. in Jelene, postal naslovni ban Bosne.
Ko je 13. februarja 1141 Béla II. umrl, je na prestol prišel njegov najstarejši sin Géza II., ki je bil še otrok. Ogrskem kraljestvu sta do septembra 1146, ko je kralj postal polnoleten, vladala Jelena in njen brat Beloš Vukanović.
Beloš je bil v letih 1142-1158 hrvaški ban pod ogrsko krono. Imel je naslov comes palatinus (grof palatin), ki je bil najvišji dvorni naslov v kraljestvu.

## Družina
Uroš I. je bil poročen z bizantinsko plemkinjo Ano Diogen, ki je bila preko svojega očeta Konstantina vnukinja cesarja Romana IV. Diogena. Z njo je ile, pet otrok:
- Uroša II. naslednika srbskega prestola,
- Desa, vojvodo srbskega Primorja in sovladarja Uroša II.,
- Beloša, hrvaškega bana in nekaj časa kneza Srbije,
- Jeleno, poročeno z ogrskim kraljem Bélo. II. Slepim,
- Marijo, poročeno s Konradom II. Znojmskim, in morda
- Zavida, vojvodo Zahumlja.[8]